# Hierurgy
Hierurgy — дебютный студийный концептуальный альбом американской блэк-метал-группы Panegyrist, выпущенный 18 мая 2018 года на лейбле I, Voidhanger Records. В лирическом плане релиз исследует тему теозиса и сильно вдохновлён христианскими образами и мотивами. Пластинка получила положительные отзывы от музыкальных критиков, отметивших «многогранную» и «техничную» музыку группы.

## Об альбоме
На обложке изображено существо, напоминающее херувима, а лирика группы находится под сильным влиянием христианских преданий и мистицизма.
По словам музыкантов, альбом представляет собой «сборник размышлений на тему теозиса». Вокалист и автор текстов Элайджа Таму считает Hierurgy исследованием «высшей индивидуации, которая происходит по отношению к Божественному Другому, через онтологическую бездну»: «бездна преодолевается способом, параллельным самому её существованию: живое отношение между человеком и Богом — это именно то высшее единство, которое становится возможным благодаря различию. Само существование — это молитва». Каждая из шести песен релиза сосредоточена на определённом аспекте теозиса, который «черпается из молитв и медитаций, основанных на личных муках и триумфах».
В интервью журналу Invisible Oranges Элайджа Таму заявил, что создание музыки является для него «подлинно религиозной задачей». По его словам, «многие тексты в альбоме — это переработка личных молитв и размышлений, которые я написал, проходя через важные фазы духовного перехода и становления. Превращение этих записей в тексты помогло мне объединить молитву и ремесло».
Во время записи альбома ни одна из песен не была сыграна всеми музыкантами вживую. В интервью сайту Metal Storm Таму рассказал, что до завершения работы над альбомом «было всего два раза, когда все участники группы находились в одной комнате». Весь материал был сочинён и сведён в ходе нескольких сессий, в которых, по словам Таму, обычно участвовало не более двух-трёх человек одновременно.
Незадолго до выхода альбома, 7 мая 2018 года, публике был представлен трек «To Quicken Stone». Hierurgy был выпущен 18 мая 2018 года на лейбле I, Voidhanger Records.

## Отзывы критиков
Альбом получил положительные отзывы от музыкальных критиков. Рецензент портала Metal Storm пишет, что музыка на пластинке, хотя и представляет собой прогрессивный блэк-метал, всё же довольно своеобразна для этого жанра, ощущается «очень многогранной и техничной», но в то же время «необычайно задорной и запоминающейся». Джордан Блум в рецензии для Metal Injection отметил сочетание оперного и экстремального вокала в песне «Idylls of the Cave», что напомнило ему о Enslaved и Immortal, а в композиции «Ophidian Crucifix», по его словам, чувствуется влияние поздних Cynic. Джозеф Шафер из Decibel сравнил музыку группы с творчеством таких коллективов, как Arcturus и Ved Buens Ende. Давид Дреник из metal.de отметил «очень чистый» звук альбома, а также хорошее продюсирование.

## Список композиций
| №                   | Название                             | Длительность |
| ------------------- | ------------------------------------ | ------------ |
| 1.                  | «Hymn of Inversion»                  | 1:44         |
| 2.                  | «Idylls of the Cave»                 | 6:24         |
| 3.                  | «To Quicken Stone»                   | 9:44         |
| 4.                  | «The Void is the Heart of the Flame» | 4:08         |
| 5.                  | «Ophidian Crucifix»                  | 9:47         |
| 6.                  | «Hierurgy»                           | 12:03        |
| Общая длительность: | Общая длительность:                  | 43:50        |

## Участники записи
Panegyrist
- Элайджа Таму (англ. Elijah Tamu) — вокал, гитара, лирика, обложка
- Дэвид Крамер (англ. David Cramer) — клавишные, вокал
- Винсент Ипполито (англ. Vincent Ippolito) — гитара
- Брендан Мейн (англ. Brendan Maine) — гитара
- Пол Мур (англ. Paul Moore) — бас-гитара

Сессионные музыканты
- Марсель Шумовский (пол. Marcel Szumowski) — ударные